# Hovgaard Ø
Hovgaard Ø är en ö i Grönland (Kungariket Danmark). Den ligger i den nordöstra delen av Grönland. Ön är nästan helt täckt av is.